# The Spirit of '45
The Spirit of '45 is een Britse documentaire uit 2013 onder regie van Ken Loach.

## Verhaal
Het jaar 1945 was een kantelpunt in de geschiedenis van het Verenigd Koninkrijk. Het saamhorigheidsgevoel dat ontstond tijdens de twee wereldoorlogen, leidde tot het ontstaan van een nieuw sociaal ideaal.

## Rolverdeling
- Winston Churchill: Zichzelf
- Tony Benn: Zichzelf
- Clement Attlee: Zichzelf
- Simon Midgley: Zichzelf
- Jacky Davis: Zichzelf
- Herbert Morrison: Zichzelf
- Julian Tudor Hart: Zichzelf
- Maurice Petherick: Zichzelf
- Doreen McNally: Zichzelf
- Aneurin Bevan: Zichzelf
- Inky Thomson: Zichzelf
- Karen Reissmann: Zichzelf
- Deborah Garvie: Zichzelf
- James Meadway: Zichzelf
- Harry Keen: Zichzelf